# Nicola Rizzoli
Nicola Rizzoli (født 5. oktober 1971 i Bologna) er en italiensk fodbolddommer. Han har dømt internationalt under det internationale fodboldforbund FIFA siden 2007, hvor han er placeret i den europæiske dommergruppe.
Ved siden af den aktive dommerkarriere arbejder Rizzoli som arkitekt.

## Karriere
Han debuterede i den italienske Serie A i 2002.
Efter at Rizzoli blev udnævnt til FIFA-dommer i 2007 har han gjort lynkarriere inden for den internationale dommerverden. Det tog ham således kun halvandet år før han fik tildelt sin første Champions League-kamp. Fra sæsonen 2009/2010 har han været indrangeret som FIFA Elite Category-dommer, der er det højeste niveau for internationale dommere.
Den 12. maj 2010 dømte Rozzeli finalen i Europa League mellem Atlético de Madrid og Fulham. En kamp som Atlético Madrid vandt 2-1.
Rizzoli har deltaget ved to slutrunder:
- EM 2012 i Polen og Ukraine[2]
- VM 2014 i Brasilien.

### EM 2012
Rizzoli slutrunde-debuterede ved EM 2012 i Polen og Ukraine, hvor han fik tildelt følgende kampe:
- Frankrig –  England 1 - 1 (gruppespil)
- Portugal –  Holland 2 - 1 (gruppespil)
- Spanien –  Frankrig 2 - 0 (kvartfinale)

### VM 2014
Ved VM 2014 fik han tildelt fire kampe. To i det indledende gruppespil, en kvartfinale samt finalen:
- Spanien –  Holland 1 - 5 (gruppespil)
- Nigeria –  Argentina 2 - 3 (gruppespil)
- Argentina –  Belgien 1 - 0 (kvartfinale)
- Tyskland –  Argentina (finale)

## Kampe med danske hold
- Den 6. december 2007: UEFA Cuppens gruppespil: AaB – Getafe 1-2
- Den 7. august 2007: Kvalifikation til Champions League: Beitar Jerusalem – F.C. København 1-1
- Den 11. november 2011: Kvalifikation til EM 2012: Danmark – Portugal 2-1.